# The Sculptor's Nightmare
The Sculptor's Nightmare è un cortometraggio muto del 1908 diretto da Wallace McCutcheon.

## Trama
I membri di un circolo politico hanno intenzione di sostituire il busto di Theodore Roosevelt che hanno nel loro club, ma non si trovano d'accordo su quale uomo politico debba essere scelto come soggetto della nuova scultura. Di conseguenza, ognuno si reca per proprio conto dallo scultore al quale ciascuno offre una mazzetta per scolpire il busto del proprio candidato preferito. L'artista prende i soldi che spende insieme alla sua modella andando a cena in un locale dove beve tanto da finire in carcere per ubriachezza. In galera, i suoi sogni sono agitati dall'incubo dei busti che lo perseguitano.

## Produzione
Il film fu prodotto dalla American Mutoscope & Biograph. Venne girato a New York.

## Distribuzione
Distribuito dalla American Mutoscope & Biograph, il film - un cortometraggio di una bobina - uscì nelle sale cinematografiche USA il 6 maggio 1908.
Copia della pellicola, un positivo 35 mm., viene conservata negli archivi della Library of Congress. La Grapevine Video ha distribuito il film in DVD il 15 febbraio 2010 compreso in un cofanetto dal titolo Biograph Productions, Volume 2 (1904-1908) che comprende un'antologia di cortometraggi della American Mutoscope & Biograph Company masterizzati dalla collezione della Library of Congress.